# پیوند ورودی

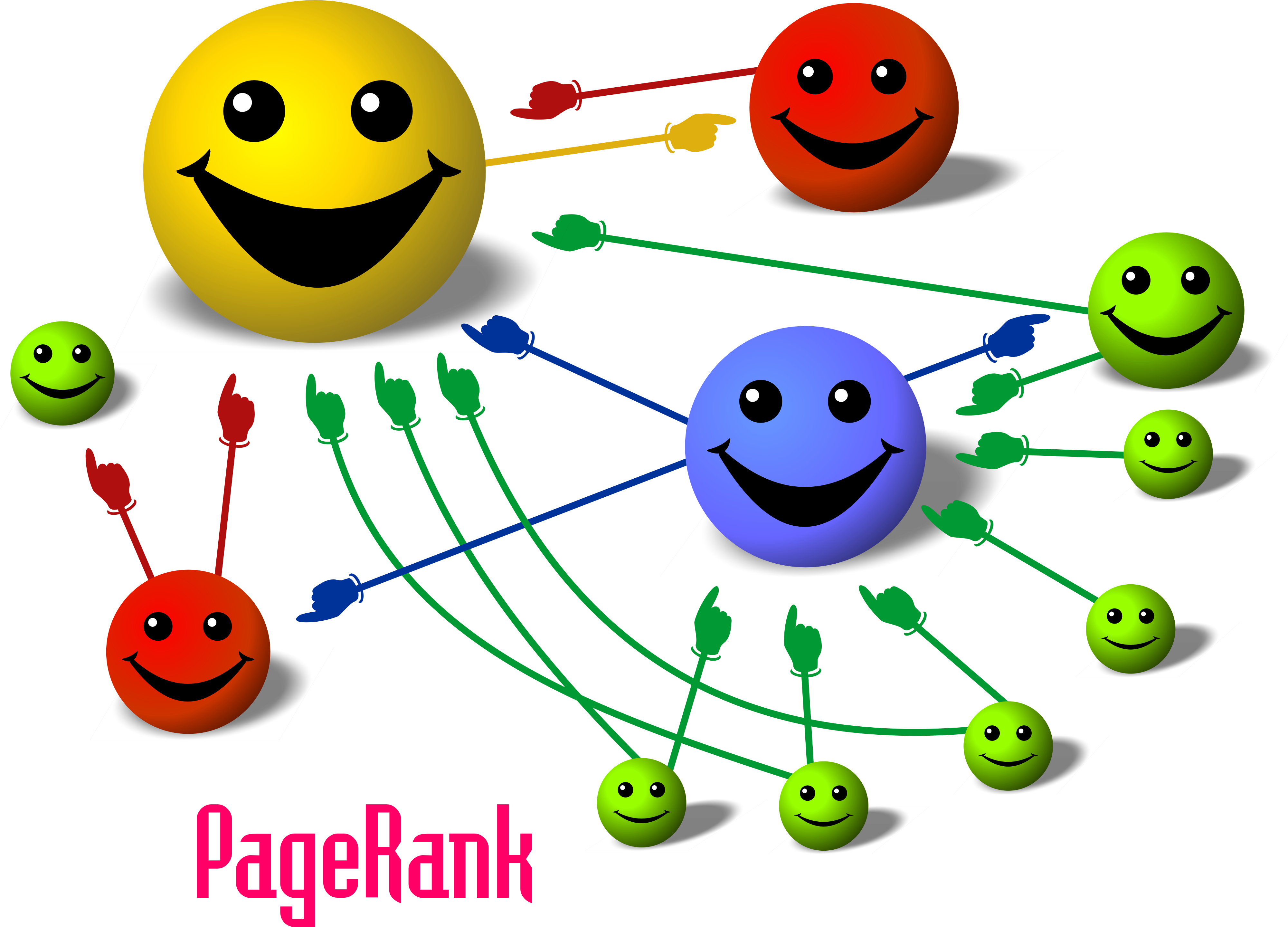
اگر این شکلک‌ها نشان‌دهنده وبگاه باشند، وبگاه زرد بیشترین پیوند ورودی را نسبت به دیگر وبگاه‌ها دارد.

پیوند ورودی یا بک لینک (به انگلیسی: Backlink یا Inlink) به ابرپیوند یک وبگاه به وبگاه دیگر می‌گویند که یکی از موارد تعیین‌کنندهٔ میزان بهینه‌سازی موتور جستجو می‌باشد.
بک‌لینک یا لینک بیلدینگ (Link Building) به معنی اتصال، در اینجا به معنی اتصال یک سایت به سایت دیگر از طریق آدرس دادن به کلمه کلیدی مورد نظر شما می‌باشد. بک‌لینک دو نوع می‌باشد؛ بک‌لینک داخلی که داخل سایت می‌باشد؛ یعنی از صفحه‌ای در وب‌سایت خودتان، به صفحه‌ای دیگر لینک داده می‌شود و بک‌لینک خارجی به معنی این است که از یک سایت دیگر به سایت ما لینک داده بشود. هر دو این فعالیت‌ها برای سئو انجام می‌شود و راهی است برای افزایش اعتبار نزد موتورهای جستجو.
هر پیوند ورودی (بک‌لینک) مهر تأییدی بر صحت مطلب ما است و از طرفی داشتن بک‌لینک از طرف وب سایت‌هایی که در زمینه فعالیت ما یا زمینه‌های مکمل و مربوط به آن فعالیت دارند، نشان‌دهندهٔ میزان اعتبار وب‌سایت و محتوای ما خواهد بود.
بک‌لینک باعث بالا رفتن امتیاز سایت می‌شود و اعتبار سایت را زیاد می‌کند. به‌طور کلی به تمامی این فعالیت‌ها لینک بیلدینگ لینک‌سازی گفته می‌شود.
بک‌لینک‌ها می‌توانند به صورت رپورتاژ، سایدبار، بنری، پست مهمان یا بخش نظرات گرفته شوند.

## انواع بک‌لینک‌ها (از لحاظ ارزش)
بک‌لینک‌ها از لحاظ میزان ارزش انتقالی، به دو دسته زیر تقسیم می‌شوند:

### دوفالو (Do-Follow)
بک‌لینک‌های دوفالو، لینک‌هایی هستند که سبب انتقال ارزش و اعتبار (حتی ترافیک سایت مبدأ) از سایت (یا صفحه) مبدأ به سایت (یا صفحه) مقصد می‌شوند. اکثر متخصصان سئو تلاش می‌کنند تا لینک‌هایی از این دسته بدست بیاورند.
موارد زیر مثال‌هایی هستند از مکان‌هایی که معمولاً لینک‌های آن‌ها دوفالو است:
- رپورتاژ آگهی
- بک‌لینک‌های طبیعی درون محتوا
- برخی از پست‌های مهمان
- پروفایل اکانت‌ها
- کامنت‌ها
- سایت‌های وبلاگ دهی
- انجمن‌های گفتگو

### نوفالو (No-Follow)
بک‌لینک‌های نوفالو، لینک‌هایی هستند که سبب انتقال ارزش و اعتبار از سایت (یا صفحه) مبدأ به سایت (یا صفحه) مقصد نمی‌شوند. (به منظور جلوگیری سوءاستفاده از ترافیک معمولاً لینک‌ها را نوفالو قرار می‌دهند) البته عده‌ای عقیده دارند که لینک‌های نوفالو نیز در سئو تأثیر دارند، اما تأثیر آن‌ها به اندازه لینک‌های دوفالو نیست. برخی عقیده دارند که چون مت کاتس عضو بخش جستجوی گوگل در صفحه راهنمای وب‌مستران گفته است: "In general, we don't follow them" یعنی به‌طور کلی ما آن‌ها را دنبال نمی‌کنیم؛ پس احتمال دنبال شدن این لینک‌ها وجود دارد.
موارد زیر مثال‌هایی هستند از مکان‌هایی که معمولاً لینک‌های آنان نوفالو است:
- کامنت بک‌لینک‌ها
- فروم‌ها و انجمن‌ها
- پیوندهای بیرونی ویکی‌پدیا

### فالو (Follow)
بک‌لینک‌های فالو، نوع تأثیرگذار بک‌ها بوده به طوری که به صورت مستقیم در یک صفحه یا تمام صفحات سایت درج می‌شود و از نظر کارشناسان مؤثرترین نوع بک‌لینک محسوب می‌شود. توجه عمده در این مسئله این است که در مورد خرید این نوع بک‌لینک به صورت سه‌ماهه یا ترجیحاً شش‌ماهه خریداری شود و اگر گوگل متوجه خرید بک‌لینک شود و تشخیص دهد که بک‌لینک خریداری شده است، هم سایت مبدأ و هم مقصد مورد جریمه گوگل قرار خواهند گرفت.

## انواع بک‌لینک‌ها (از نظر نحوه به دست آوردن)
بک‌لینک‌ها به روش‌های مختلفی ایجاد می‌شوند؛ بنابراین با توجه به نحوه ایجاد شدن بک‌لینک، می‌توان آن‌ها را به ۳ دسته تقسیم کرد:

### بک‌لینک‌های طبیعی
این دسته از بک‌لینک‌ها، با ارزش‌ترین لینک‌هایی هستند که برای یک وب‌سایت می‌توانند ایجاد شوند. بک‌لینک‌های طبیعی یعنی لینک‌هایی که به صورت طبیعی از وب‌سایت‌های دیگر به وب‌سایت شما داده شده است و شما هیچ نقشی در ساخت آن‌ها نداشتید. همچنین بک‌لینک طبیعی را می‌توانید به صورت پست مهمان ایجاد کنید؛ شرکت در شبکات اجتماعی نظیر فیسبوک، یوتیوب، توییتر و شبکات دیگر، کمک فراوانی به رشد سایت خواهد کرد. (بک‌لینک در این نوع سایت‌ها نو فالو هست)

### بک‌لینک‌های درخواستی
این دسته از بک. لینک‌ها نیز همانند گروه قبلی باارزش هستند اما برای ایجاد آن‌ها باید از مدیران وب‌سایت‌های دیگر درخواست کنید تا لینک شما را در سایت خود قرار دهند. این نوع بک‌لینک‌ها عملاً با پرداخت هزینه به سایت مربوطه انجام می‌شوند. (قابل ذکر است که گوگل این نوع بک‌لینک‌ها را تقلب در نتایج می‌داند) ولی در صورت خرید حتماً از سایت‌هایی خریداری فرمایید که کارشان خرید و فروش بک نبوده و یک سایت مستقل به حساب می‌آیند.

### فروش بک لینک (غیرمجاز)
بعضی از سایت در بازار سیاه اینترنت اقدام به فروش بک لینک می‌کنند، و بابت اینکار هزینه دریافت می‌کنند و اکثراً شعارهایی مانند:فروش بک لینک دائمی و مجاز و یا… دارند. توجه کنید هیچ وب مستری به هیچ عنوان خرید بک لینک را توصیه نمی‌کند چونکه انجام اینکار به نوعی پول دادن بابت خرید حکم نابودی سایت شماست زیرا که ممکن است گوگل سایت و دامنه شما را در لیست سیاه قرار دهند یا شما را جریمه کند که مطمئناً هیچ‌کس این را نمی‌خواهد.

## انواع بک لینک (از نظر مفید بودن)
ایجاد بک لینک در سایت‌های محبوب و معتبر نقش بزرگی در کاهش یا پیشرفت سئو سایت دارد، اما سه متغیر کلیدی ارزشی را که یک بک لینک به سایت شما می‌دهد تعیین می‌کند:
- کیفیت و اعتبار شناخته شده سایت پیوند دهنده،
- اینکه آیا سایت پیوند دهنده لینک را با وضعیت فالو (Follow یا دنبال کن) تگ گذاری کرده یا خیر (ارائه ارزش کامل سئوی لینک) و
- مکان لینک در وب سایت.

به‌طور خلاصه، پیوندهایی از وب‌سایت‌های معتبر، که روی وضعیت فالو تنظیم شده و در محتوای اصلی سایت پست می‌شوند، بیشترین ارزش را از منظر SEO ارائه می‌کنند. ۶ نوع مختلف بک لینک بترتیب، از مفیدترین تا آنهایی که فایدهٔ کمتری دارند:
1. بک لینک‌های داخل متن (رپورتاژآگهی)
2. بک لینک در سایتهای مرتبط با حوزهٔ کاری سایت شما
3. بک لینک در سایتهای هم زبان با سایت شما
4. بک لینک وبلاگ نویسی مهمان
5. بک لینک در پروفایل‌های تجاری
6. بک لینک از وبینارها

سه نوع بک لینک بی فایده یا حتی مضر که بهتر است از آنها دوری کنید:
1. بک لینک‌ها در کامنت (نظرات)
2. لینک‌های دایرکتوری با کیفیت پایین یا نامربوط
3. بک لینک‌های انجمن با کیفیت پایین

## برخی از پلتفرم های خرید بک لینک در ایران
- پلتفرم خرید رپورتاژ آگهی و بک لینک تسمینو
- پلتفرم بکلینکیار
- پلتفرم وبیت
- پلتفرم بک لینک
- ایران بک لینک